# Antal Áron
Antal Áron (Csíkdánfalva, 1881. október 20. – Csíktaploca, 1966. április 28.) romániai magyar író, történész.

## Élete
Csíksomlyón kezdte tanulmányait, majd Budapesten és Kolozsváron folytatta. 1908-ban latin-magyar szakos tanári oklevelet szerzett. Ezt követően Székelyudvarhelyen, Brassóban és Csíksomlyón, majd 1910-től Csíkszeredában, a római katolikus gimnáziumban (ma Márton Áron Főgimnázium) tanított, egészen nyugdíjba vonulásáig, 1943-ig. Az első világháborúban besorozták katonának.
A két világháború közti időszakban cikkeket írt különböző székelyföldi újságokba, elbeszélései is jelentek meg. Megírta Imets Fülöp Jákó életrajzát, aki a moldvai csángók kutatója volt. 1940-ben ő volt annak a csíkszeredai küldöttségnek a vezetője, amely fogadta Horthy Miklóst és a magyar honvédeket. Sógora volt Vajna Gábornak, aki 1944-ben a Szálasi-kormányban belügyminiszter lett. Antal Áron 1966-ban hunyt el, a csíktaplocai temetőben helyezték örök nyugalomra.

## Főbb művei
- A török diák (Kolozsvár, 1926)
- Köderdő mellől (Kolozsvár, 1943)
- A pásztorbükki leány (Egy ballada feldolgozása Báthory András haláláról)
- Munkatársa volt a Székelyföld és székely nagyjaink című mű I. kötetének, amelyben Csík vármegye történetéről értekezett.